# Jane Henschel
Jane Henschel (2 de marzo de 1952) es una mezzosoprano y contralto estadounidense de ópera.

## Biografía
Nació en Wisconsin (EE. UU.) y estudió en la Universidad del Sur de California. Posteriormente se trasladó a Alemania donde perfeccionó la línea de canto germana que le ha llevado a interpretar papeles como Otrud en Lohengrin, Fricka en La valquiria o Erda en El oro del Rin, todas óperas de Richard Wagner; y los roles de Herodias en Salomé o Clitenmestra de Elektra, ambas de Richard Strauss.
Su salto a la fama se produce en 1992 interpretando a la Nodriza en La mujer sin sombra de Richard Strauss.
Sin embargo, Henschel tiene un amplio repertorio que abarca ópera eslava como Kabanicha de Katia Kabanova de Leos Janacek o Baba en El progreso del libertino de Igor Stravinski; en repertorio francés ha interpretado a Casandra en Los troyanos de Hector Berlioz, en ópera inglesa ha sido Mrs Sedley en Peter Grimes de Benjamin Britten o en ópera italiano ha interpretado a Ulrica en Un baile de máscaras de Giuseppe Verdi o la Tia Princesa en Sor Angélica de Giacomo Puccini.
Jane Henschel ha actuado en los cosos operísticos más importantes como la Scala de Milán, el Metropolitan de Nueva York, la Royal Opera House de Londres, la Ópera de Viena, la Ópera de Múnich, el Teatro Real de Madrid, el Liceo de Barcelona o el Concertgebouw de Ámsterdam. También es invitada a los festivales de ópera más importantes como el Festival de Salzburgo o en el Festival de Glyndebourne.